# Liste der Nummer-eins-Hits in Irland (2005)
Dies ist eine Liste der Nummer-eins-Hits in Irland im Jahr 2005. Sie basiert auf den offiziellen Single und Album Top 100 der irischen Charts, die im Auftrag der Irish Recorded Music Association (IRMA) erstellt werden. Es gab in diesem Jahr 19 Nummer-eins-Singles und 18 Nummer-eins-Alben.

## Singles
| ← 2004 ← | Liste der Nummer-eins-Hits in Irland | Liste der Nummer-eins-Hits in Irland  | Liste der Nummer-eins-Hits in Irland | 2006 →                    |
| \| Zeitraum \| Wo. ges. \| Interpret \| Titel Autor(en) \| Zusätzliche Informationen \| \| (Zeitraum, Wochen auf Platz eins, Interpret, Titel, Autor[en], zusätzliche Informationen) \| \| \| \| \| \| ----------------------------------------------------------------------------------------- \| -------- \| ------------------------------------- \| --------------------------------- \| ------------------------- \| \| 9. Dezember 2004 – 5. Januar 2005 4 Wochen \| 4 \| Band Aid 20 \| Do They Know It’s Christmas? \| – \| \| 6. Januar 2005 – 2. Februar 2005 4 Wochen \| 4 \| Linkin Park & Jay-Z \| Numb/Encore \| – \| \| 3. Februar 2005 – 9. Februar 2005 1 Woche \| 1 \| Zoo \| Poison/I Believe \| – \| \| 10. Februar 2005 – 16. Februar 2005 1 Woche \| 1 \| Brian McFadden & Delta Goodrem \| Almost Here \| – \| \| 17. Februar 2005 – 23. Februar 2005 1 Woche \| 1 \| Jennifer Lopez \| Get Right \| – \| \| 24. Februar 2005 – 16. März 2005 3 Wochen \| 3 \| Nelly & Tim McGraw \| Over and Over \| – \| \| 17. März 2005 – 30. März 2005 2 Wochen \| 2 \| McFly \| All About You/You’ve Got a Friend \| – \| \| 31. März 2005 – 4. Mai 2005 5 Wochen \| 5 \| Tony Christie feat. Peter Kay \| (Is This the Way to) Amarillo \| – \| \| 5. Mai 2005 – 1. Juni 2005 4 Wochen \| 4 \| Akon \| Lonely \| – \| \| 2. Juni 2005 – 29. Juni 2005 4 Wochen \| 4 \| Crazy Frog \| Axel F \| – \| \| 30. Juni 2005 – 20. Juli 2005 3 Wochen \| 3 \| 2Pac feat. Elton John \| Ghetto Gospel \| – \| \| 21. Juli 2005 – 17. August 2005 4 Wochen \| 4 \| James Blunt \| You’re Beautiful \| – \| \| 18. August 2005 – 7. September 2005 3 Wochen \| 3 \| Daniel Powter \| Bad Day \| – \| \| 8. September 2005 – 5. Oktober 2005 4 Wochen \| 4 \| The Pussycat Dolls feat. Busta Rhymes \| Don’t Cha \| – \| \| 6. Oktober 2005 – 26. Oktober 2005 3 Wochen \| 3 \| Sugababes \| Push the Button \| – \| \| 27. Oktober 2005 – 7. Dezember 2005 6 Wochen \| 6 \| Westlife \| You Raise Me Up \| – \| \| 8. Dezember 2005 – 14. Dezember 2005 1 Woche \| 1 \| The Black Eyed Peas \| My Humps \| – \| \| 15. Dezember 2005 – 21. Dezember 2005 1 Woche (insgesamt 2) \| 2 \| Nizlopi \| JCB Song \| – \| \| 22. Dezember 2005 – 28. Dezember 2005 1 Woche \| 1 \| Mario Rosenstock \| Leave Right Now \| – \| \| 29. Dezember 2005 – 4. Januar 2006 1 Woche (insgesamt 2) \| 2 \| Nizlopi \| JCB Song \| – \| |                                      |                                       |                                      |                           |
| ← 2004 |                                      |                                       |                                      | → 2006 →                  |
| Zeitraum | Wo. ges.                             | Interpret                             | Titel Autor(en)                      | Zusätzliche Informationen |
| (Zeitraum, Wochen auf Platz eins, Interpret, Titel, Autor[en], zusätzliche Informationen) |                                      |                                       |                                      |                           |
| 9. Dezember 2004 – 5. Januar 2005 4 Wochen | 4                                    | Band Aid 20                           | Do They Know It’s Christmas?         | –                         |
| 6. Januar 2005 – 2. Februar 2005 4 Wochen | 4                                    | Linkin Park & Jay-Z                   | Numb/Encore                          | –                         |
| 3. Februar 2005 – 9. Februar 2005 1 Woche | 1                                    | Zoo                                   | Poison/I Believe                     | –                         |
| 10. Februar 2005 – 16. Februar 2005 1 Woche | 1                                    | Brian McFadden & Delta Goodrem        | Almost Here                          | –                         |
| 17. Februar 2005 – 23. Februar 2005 1 Woche | 1                                    | Jennifer Lopez                        | Get Right                            | –                         |
| 24. Februar 2005 – 16. März 2005 3 Wochen | 3                                    | Nelly & Tim McGraw                    | Over and Over                        | –                         |
| 17. März 2005 – 30. März 2005 2 Wochen | 2                                    | McFly                                 | All About You/You’ve Got a Friend    | –                         |
| 31. März 2005 – 4. Mai 2005 5 Wochen | 5                                    | Tony Christie feat. Peter Kay         | (Is This the Way to) Amarillo        | –                         |
| 5. Mai 2005 – 1. Juni 2005 4 Wochen | 4                                    | Akon                                  | Lonely                               | –                         |
| 2. Juni 2005 – 29. Juni 2005 4 Wochen | 4                                    | Crazy Frog                            | Axel F                               | –                         |
| 30. Juni 2005 – 20. Juli 2005 3 Wochen | 3                                    | 2Pac feat. Elton John                 | Ghetto Gospel                        | –                         |
| 21. Juli 2005 – 17. August 2005 4 Wochen | 4                                    | James Blunt                           | You’re Beautiful                     | –                         |
| 18. August 2005 – 7. September 2005 3 Wochen | 3                                    | Daniel Powter                         | Bad Day                              | –                         |
| 8. September 2005 – 5. Oktober 2005 4 Wochen | 4                                    | The Pussycat Dolls feat. Busta Rhymes | Don’t Cha                            | –                         |
| 6. Oktober 2005 – 26. Oktober 2005 3 Wochen | 3                                    | Sugababes                             | Push the Button                      | –                         |
| 27. Oktober 2005 – 7. Dezember 2005 6 Wochen | 6                                    | Westlife                              | You Raise Me Up                      | –                         |
| 8. Dezember 2005 – 14. Dezember 2005 1 Woche | 1                                    | The Black Eyed Peas                   | My Humps                             | –                         |
| 15. Dezember 2005 – 21. Dezember 2005 1 Woche (insgesamt 2) | 2                                    | Nizlopi                               | JCB Song                             | –                         |
| 22. Dezember 2005 – 28. Dezember 2005 1 Woche | 1                                    | Mario Rosenstock                      | Leave Right Now                      | –                         |
| 29. Dezember 2005 – 4. Januar 2006 1 Woche (insgesamt 2) | 2                                    | Nizlopi                               | JCB Song                             | –                         |

## Alben
| ← 2004 ← | Liste der Nummer-eins-Hits in Irland | Liste der Nummer-eins-Hits in Irland | Liste der Nummer-eins-Hits in Irland  | 2006 →                    |
| \| Zeitraum \| Wo. ges. \| Interpret \| Titel \| Zusätzliche Informationen \| \| (Zeitraum, Wochen auf Platz eins, Interpret, Titel, zusätzliche Informationen) \| \| \| \| \| \| ------------------------------------------------------------------------------ \| -------- \| ---------------- \| ------------------------------------- \| ------------------------- \| \| 9. Dezember 2004 – 5. Januar 2005 4 Wochen \| 4 \| U2 \| How to Dismantle an Atomic Bomb \| – \| \| 6. Januar 2005 – 19. Januar 2005 2 Wochen \| 2 \| Green Day \| American Idiot \| – \| \| 20. Januar 2005 – 9. März 2005 7 Wochen (insgesamt 11) \| 11 \| The Killers \| Hot Fuss \| – \| \| 10. März 2005 – 16. März 2005 1 Woche \| 1 \| 50 Cent \| The Massacre \| – \| \| 17. März 2005 – 23. März 2005 1 Woche \| 1 \| Damien Dempsey \| Shots \| – \| \| 24. März 2005 – 30. März 2005 1 Woche \| 1 \| Stereophonics \| Language. Sex. Violence. Other? \| – \| \| 31. März 2005 – 27. April 2005 4 Wochen (insgesamt 11) \| 11 \| The Killers \| Hot Fuss \| – \| \| 28. April 2005 – 18. Mai 2005 3 Wochen (insgesamt 7) \| 7 \| Interpret \| Devils & Dust \| – \| \| 19. Mai 2005 – 1. Juni 2005 2 Wochen \| 2 \| Faithless \| Forever Faithless – The Greatest Hits \| – \| \| 2. Juni 2005 – 8. Juni 2005 1 Woche \| 1 \| Oasis \| Don’t Believe the Truth \| – \| \| 9. Juni 2005 – 29. Juni 2005 3 Wochen (insgesamt 4) \| 4 \| Coldplay \| X&Y \| – \| \| 30. Juni 2005 – 14. September 2005 11 Wochen (insgesamt 14) \| 14 \| James Blunt \| Back to Bedlam \| – \| \| 15. September 2005 – 5. Oktober 2005 3 Wochen \| 3 \| David Gray \| Life in Slow Motion \| – \| \| 6. Oktober 2005 – 12. Oktober 2005 1 Woche \| 1 \| The Corrs \| Home \| – \| \| 13. Oktober 2005 – 19. Oktober 2005 1 Woche (insgesamt 14) \| 14 \| James Blunt \| Back to Bedlam \| – \| \| 20. Oktober 2005 – 26. Oktober 2005 1 Woche \| 1 \| Bell X1 \| Flock \| – \| \| 27. Oktober 2005 – 2. November 2005 1 Woche \| 1 \| Robbie Williams \| Intensive Care \| – \| \| 3. November 2005 – 9. November 2005 1 Woche \| 1 \| Westlife \| Face to Face \| – \| \| 10. November 2005 – 7. Dezember 2005 4 Wochen \| 4 \| Mario Rosenstock \| Gift Crub 6 – The Special One \| – \| \| 8. Dezember 2005 – 4. Januar 2006 4 Wochen \| 4 \| Eminem \| Curtain Call: The Hits \| – \| |                                      |                                      |                                       |                           |
| ← 2004 |                                      |                                      |                                       | → 2006 →                  |
| Zeitraum | Wo. ges.                             | Interpret                            | Titel                                 | Zusätzliche Informationen |
| (Zeitraum, Wochen auf Platz eins, Interpret, Titel, zusätzliche Informationen) |                                      |                                      |                                       |                           |
| 9. Dezember 2004 – 5. Januar 2005 4 Wochen | 4                                    | U2                                   | How to Dismantle an Atomic Bomb       | –                         |
| 6. Januar 2005 – 19. Januar 2005 2 Wochen | 2                                    | Green Day                            | American Idiot                        | –                         |
| 20. Januar 2005 – 9. März 2005 7 Wochen (insgesamt 11) | 11                                   | The Killers                          | Hot Fuss                              | –                         |
| 10. März 2005 – 16. März 2005 1 Woche | 1                                    | 50 Cent                              | The Massacre                          | –                         |
| 17. März 2005 – 23. März 2005 1 Woche | 1                                    | Damien Dempsey                       | Shots                                 | –                         |
| 24. März 2005 – 30. März 2005 1 Woche | 1                                    | Stereophonics                        | Language. Sex. Violence. Other?       | –                         |
| 31. März 2005 – 27. April 2005 4 Wochen (insgesamt 11) | 11                                   | The Killers                          | Hot Fuss                              | –                         |
| 28. April 2005 – 18. Mai 2005 3 Wochen (insgesamt 7) | 7                                    | Interpret                            | Devils & Dust                         | –                         |
| 19. Mai 2005 – 1. Juni 2005 2 Wochen | 2                                    | Faithless                            | Forever Faithless – The Greatest Hits | –                         |
| 2. Juni 2005 – 8. Juni 2005 1 Woche | 1                                    | Oasis                                | Don’t Believe the Truth               | –                         |
| 9. Juni 2005 – 29. Juni 2005 3 Wochen (insgesamt 4) | 4                                    | Coldplay                             | X&Y                                   | –                         |
| 30. Juni 2005 – 14. September 2005 11 Wochen (insgesamt 14) | 14                                   | James Blunt                          | Back to Bedlam                        | –                         |
| 15. September 2005 – 5. Oktober 2005 3 Wochen | 3                                    | David Gray                           | Life in Slow Motion                   | –                         |
| 6. Oktober 2005 – 12. Oktober 2005 1 Woche | 1                                    | The Corrs                            | Home                                  | –                         |
| 13. Oktober 2005 – 19. Oktober 2005 1 Woche (insgesamt 14) | 14                                   | James Blunt                          | Back to Bedlam                        | –                         |
| 20. Oktober 2005 – 26. Oktober 2005 1 Woche | 1                                    | Bell X1                              | Flock                                 | –                         |
| 27. Oktober 2005 – 2. November 2005 1 Woche | 1                                    | Robbie Williams                      | Intensive Care                        | –                         |
| 3. November 2005 – 9. November 2005 1 Woche | 1                                    | Westlife                             | Face to Face                          | –                         |
| 10. November 2005 – 7. Dezember 2005 4 Wochen | 4                                    | Mario Rosenstock                     | Gift Crub 6 – The Special One         | –                         |
| 8. Dezember 2005 – 4. Januar 2006 4 Wochen | 4                                    | Eminem                               | Curtain Call: The Hits                | –                         |